# 阿尔达尔·达姆季诺夫
阿尔达尔·瓦列里耶维奇·达姆季诺夫（羅馬化：Aldar Valer'yevich Damdinov；1971年3月28日—）是俄罗斯政治人物，第七届国家杜马议员。
1993年，达姆季诺夫毕业于布里亚特国立师范学院。2007年，他担任布里亚特共和国教育和科学部第一副部长。2008年，他升任为该部部长。2016年，他当选第七届国家杜马议员。2021年他的议员任期结束后，他被任命为布里亚特国立大学代理校长。2022年，他正式成为该校校长。